# Bryconamericus iheringii
Bryconamericus iheringii är en fiskart som först beskrevs av Boulenger, 1887.  Bryconamericus iheringii ingår i släktet Bryconamericus och familjen Characidae. Inga underarter finns listade.